# Landing Zone 1 e 2

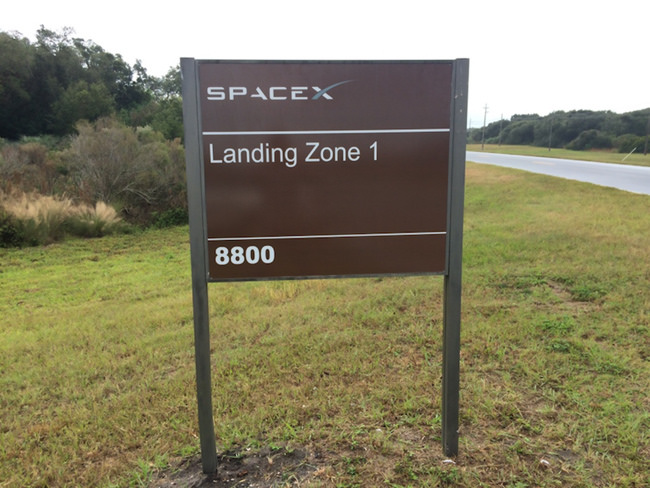
Cartello all'entrata della piattaforma di atterraggio

La Landing Zone 1 e la Landing Zone 2 (o L-Z 1 e L-Z 2) sono due strutture di atterraggio per il recupero dei lanciatori riutilizzabili SpaceX. Sono state costruite su un terreno affittato dalla US Air Force nel febbraio 2015, dove una volta sorgeva il complesso di lancio 13 della Cape Canaveral AFS. SpaceX costruì la Landing Zone 2 nello stesso complesso per avere due piattaforme, e permettere a due booster del Falcon Heavy di atterrare simultaneamente. Nel 2016, SpaceX cominciò la costruzione della Landing Zone 4.

## Il sito
Il sito consiste di un pad principale di 86 m di diametro con il logo stilizzato della SpaceX posto al centro. Sono pianificate anche varie infrastrutture per il supporto delle operazioni che includono una rotaia per il movimento dell'argano e una area in cemento lontano dal pad, per portare gli stadi da una posizione verticale a una orizzontale.
Le operazioni presso il sito erano state precedute da sette test di atterraggio condotti da parte di SpaceX in mare aperto, cinque di questi hanno comportato la discesa controllata nell'oceano, seguiti da due atterraggi falliti su una piattaforma nell'oceano. Il 2 marzo 2015 il cartello posto dall'Air Force per indicare il complesso di lancio 13 è stato sostituito con uno riportante la scritta Landing Complex 1. Il sito è stato rinominato Landing Zone 1 prima del suo effettivo utilizzo. Elon Musk, amministratore delegato della SpaceX, ha affermato che il rateo di successi di atterraggi nel 2016 sarebbe stato del 70%, con l'obbiettivo di raggiungere il 90% nel 2017, aggiungendo che la compagnia si aspettava ulteriori fallimenti.
Nel luglio 2016, SpaceX ha chiesto il permesso per costruire due ulteriore piazzole di atterraggio vicino alla LZ-1. Queste ultime sono necessarie per l'atterraggio dei booster del Falcon Heavy.
Nel maggio 2017, cominciò la costruzione di una seconda piattaforma, più piccola della prima, detta Landing Zone 2. Questa piattaforma si trova circa 310 metri a nord ovest della prima ed è stata usata per l'atterraggio dei booster laterali del Falcon Heavy. A giugno 2017 è stata modificata con una vernice riflettente ai radar, per migliorare la precisione dell'atterraggio.

## Atterraggi
Dopo l'approvazione della FAA, la SpaceX ha ottenuto il primo atterraggio di successo il 22 dicembre 2015 UTC. Questa è stata l'ottava discesa controllata di un primo stadio di un Falcon 9.
Una seconda missione è atterrata con successo il 18 luglio 2016 dopo il lancio della missione CRS-9, durante il 29° lancio di un Falcon 9.
La Landing Zone 2 è stata usata per la prima volta in occasione del primo volo del Falcon Heavy.
| Data e ora (UTC)       | Missione        | Lanciatore           | L-Z   | Esito    |
| ---------------------- | --------------- | -------------------- | ----- | -------- |
| 22 dicembre 2015 01:39 | Orbcomm-2       | Falcon 9 Full Thrust | 1     | Riuscito |
| 18 luglio 2016 04:53   | SpaceX CRS-9    | Falcon 9 Full Thrust | 1     | Riuscito |
| 19 febbraio 2017 09:47 | SpaceX CRS-10   | Falcon 9 Full Thrust | 1     | Riuscito |
| 1 maggio 2017 11:15    | NROL-76         | Falcon 9 Full Thrust | 1     | Riuscito |
| 3 giugno 2017 21:15    | SpaceX CRS-11   | Falcon 9 Full Thrust | 1     | Riuscito |
| 14 agosto 2017 16:39   | SpaceX CRS-12   | Falcon 9 Full Thrust | 1     | Riuscito |
| 7 settembre 2017       | Boeing OTV-5    | Falcon 9 Full Thrust | 1     | Riuscito |
| 15 dicembre 2017       | SpaceX CRS-13   | Falcon 9 Full Thrust | 1     | Riuscito |
| 8 gennaio 2018         | Zuma            | Falcon 9 Full Thrust | 1     | Riuscito |
| 6 febbraio 2018        | Volo inaugurale | Falcon Heavy         | 1 / 2 | Riuscito |
| 5 dicembre 2018        | SpaceX CRS-16   | Falcon 9 Block 5     | 1     | Fallito  |
| 11 aprile 2019         | Arabsat-6A      | Falcon Heavy         | 1 / 2 | Riuscito |
| 25 giugno 2019         | STP-2           | Falcon Heavy         | 1 / 2 | Riuscito |

## Galleria d'immagini

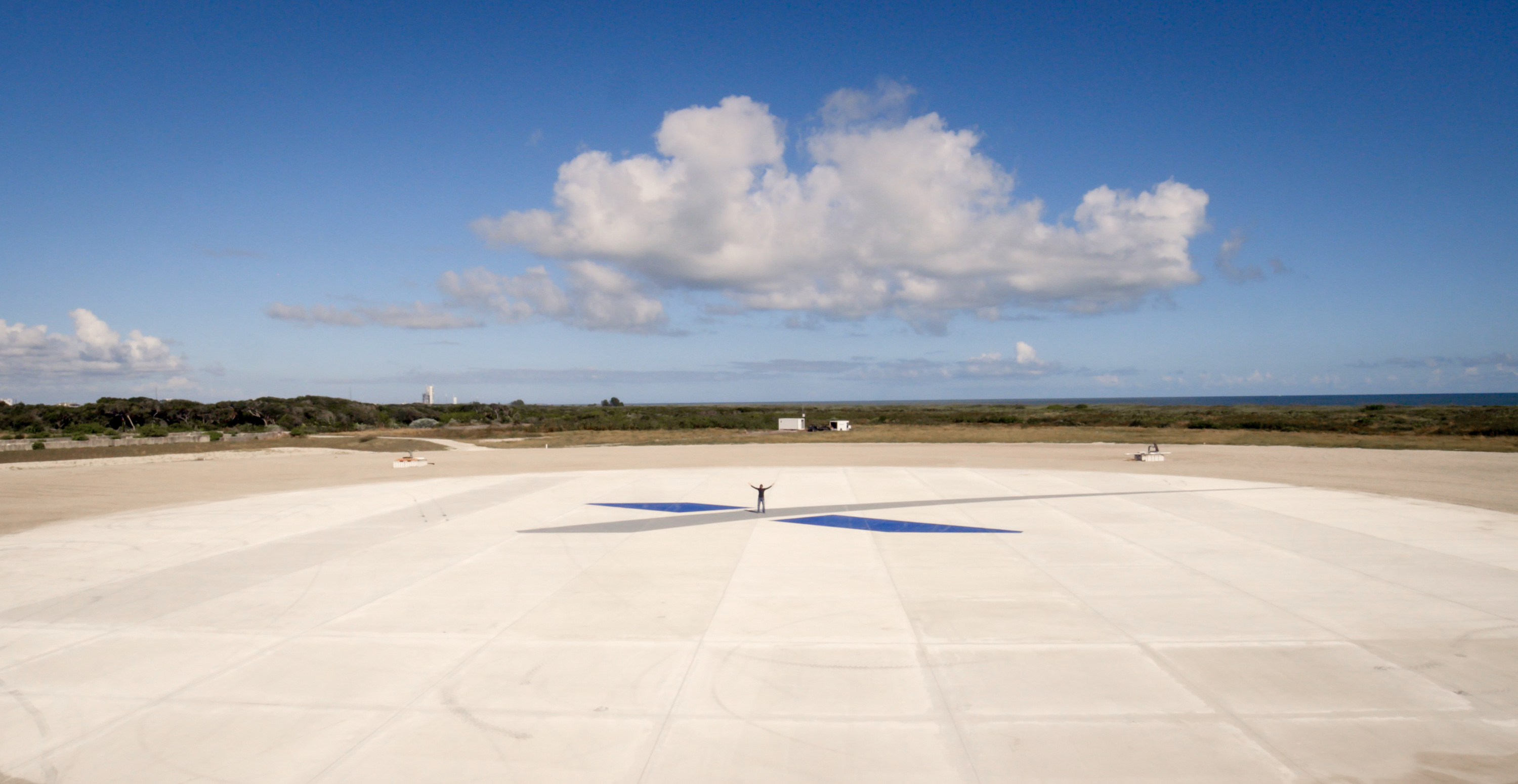
Una persona al centro della zona di atterraggio per dare un'idea delle dimensioni
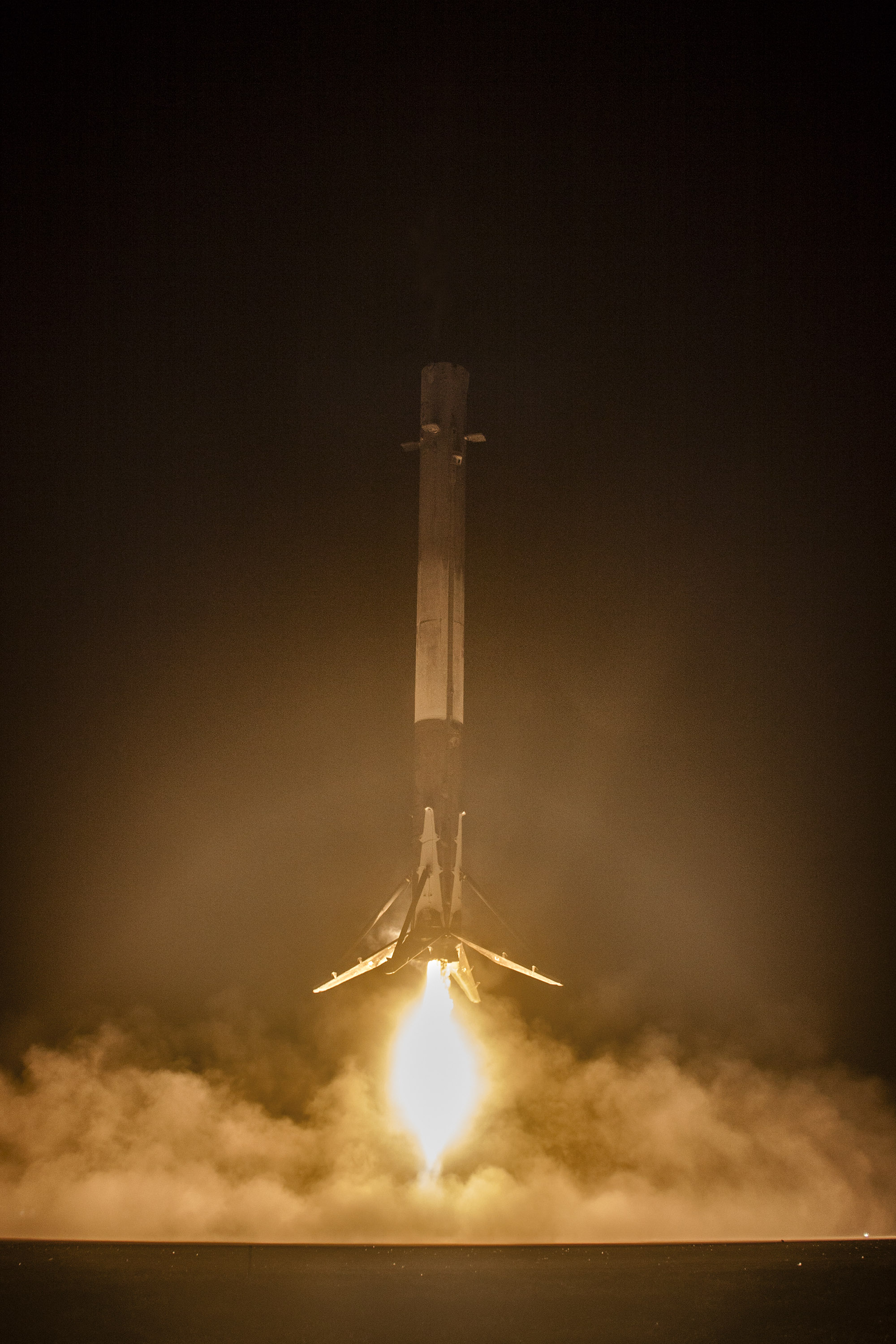
Primo atterraggio sulla Landing Zone 1
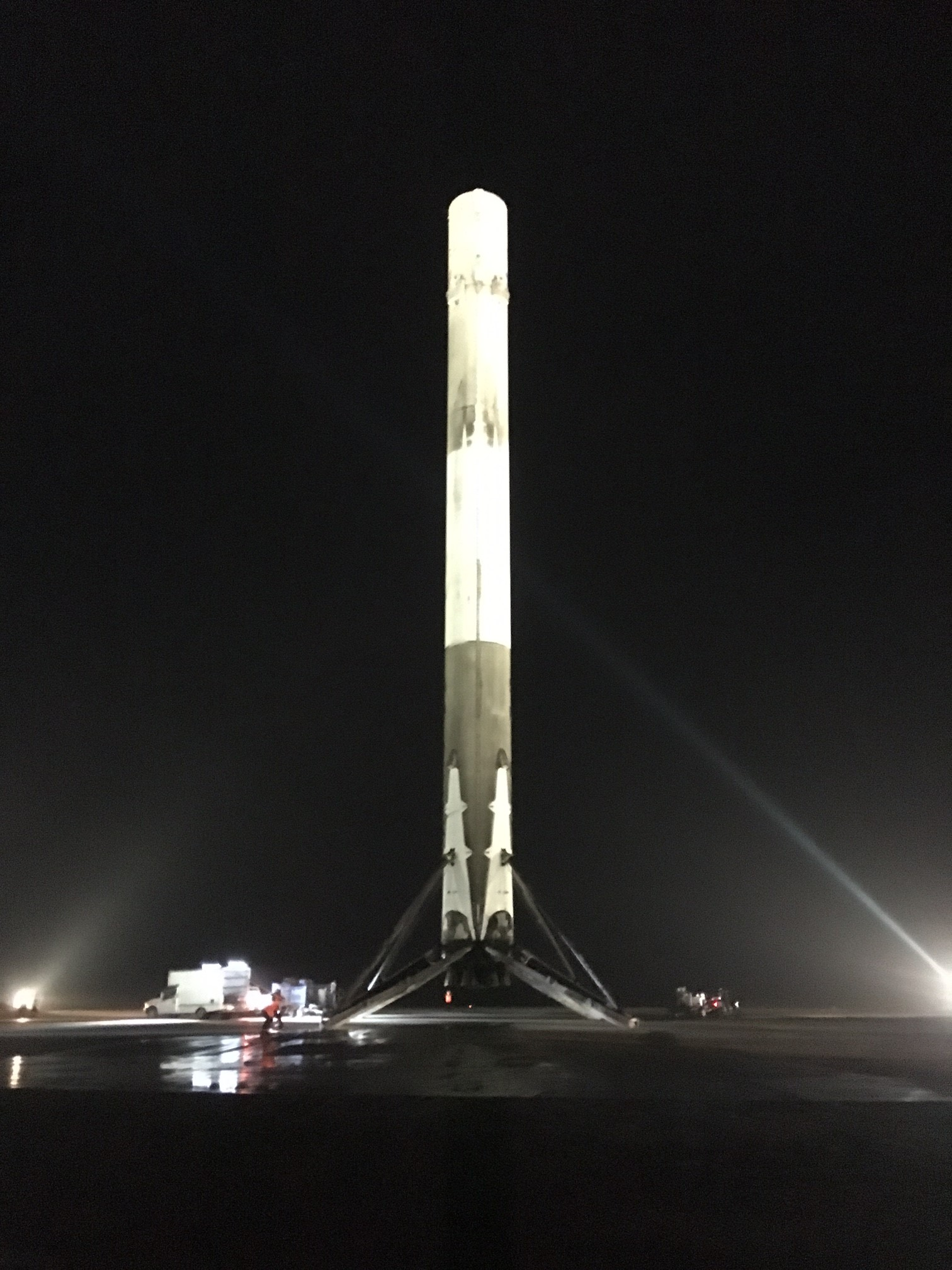
Il primo stadio subito dopo l'atterraggio
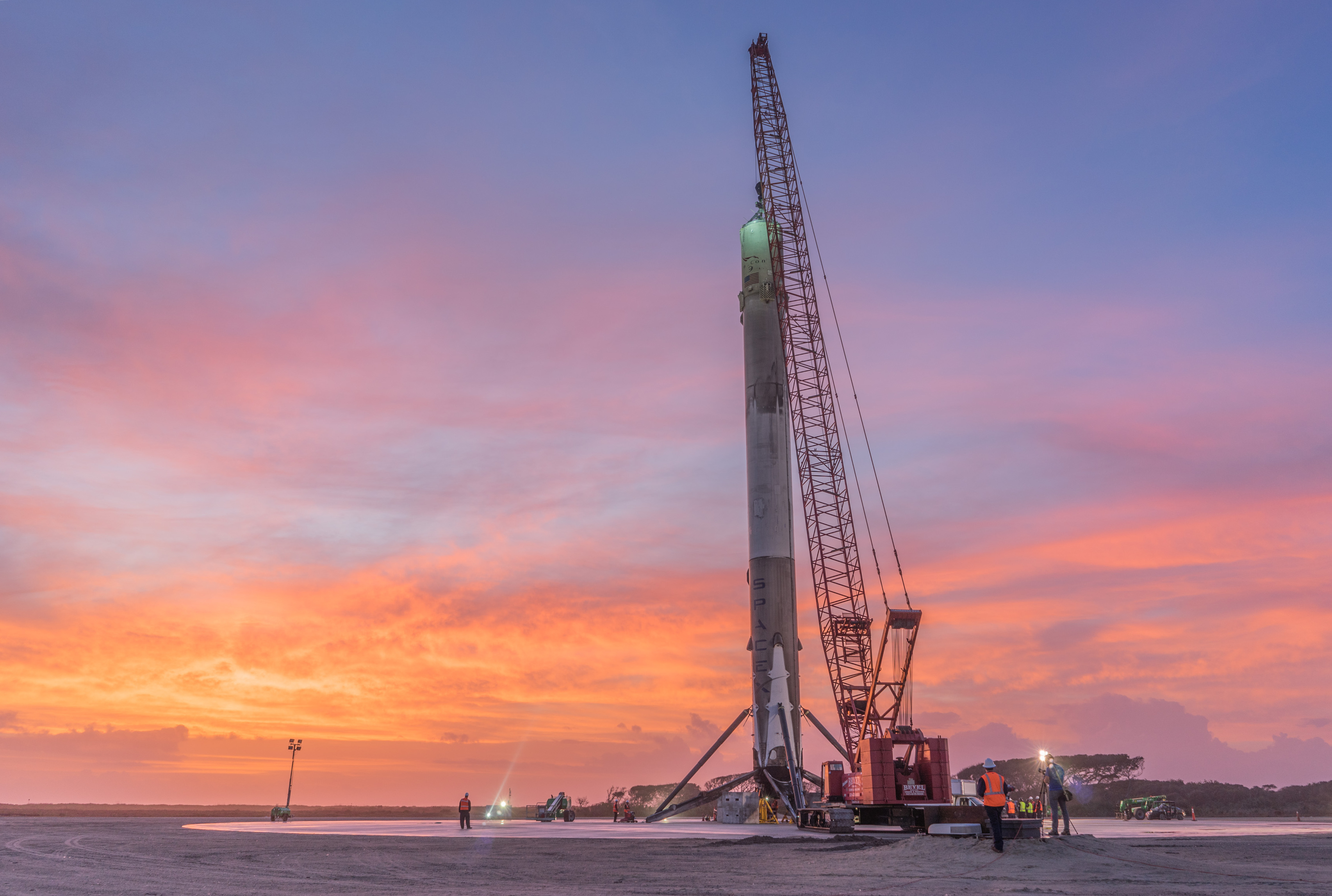
Operazioni di recupero dello stadio
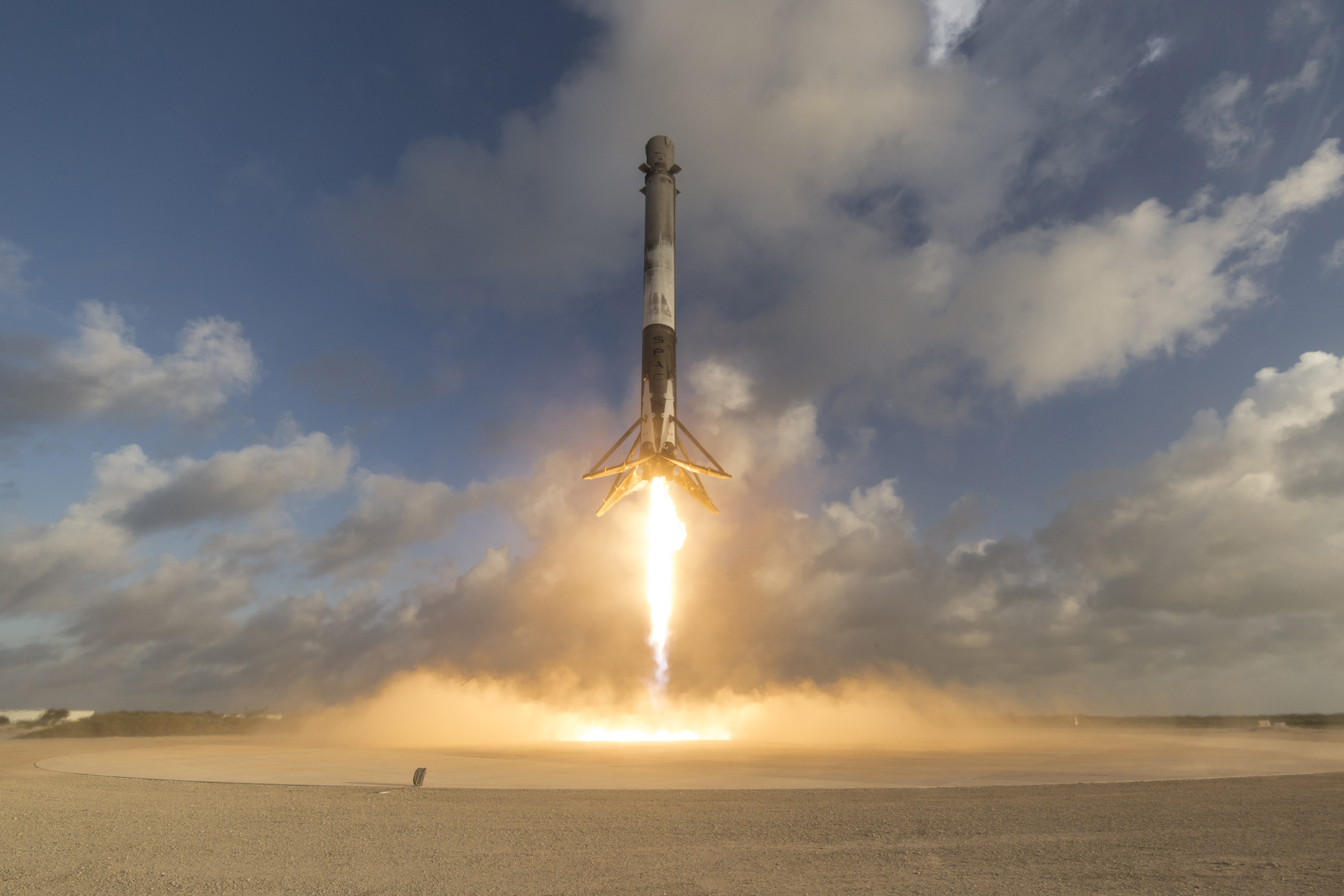
Il 1º maggio 2017 è avvenuto il primo atterraggio diurno
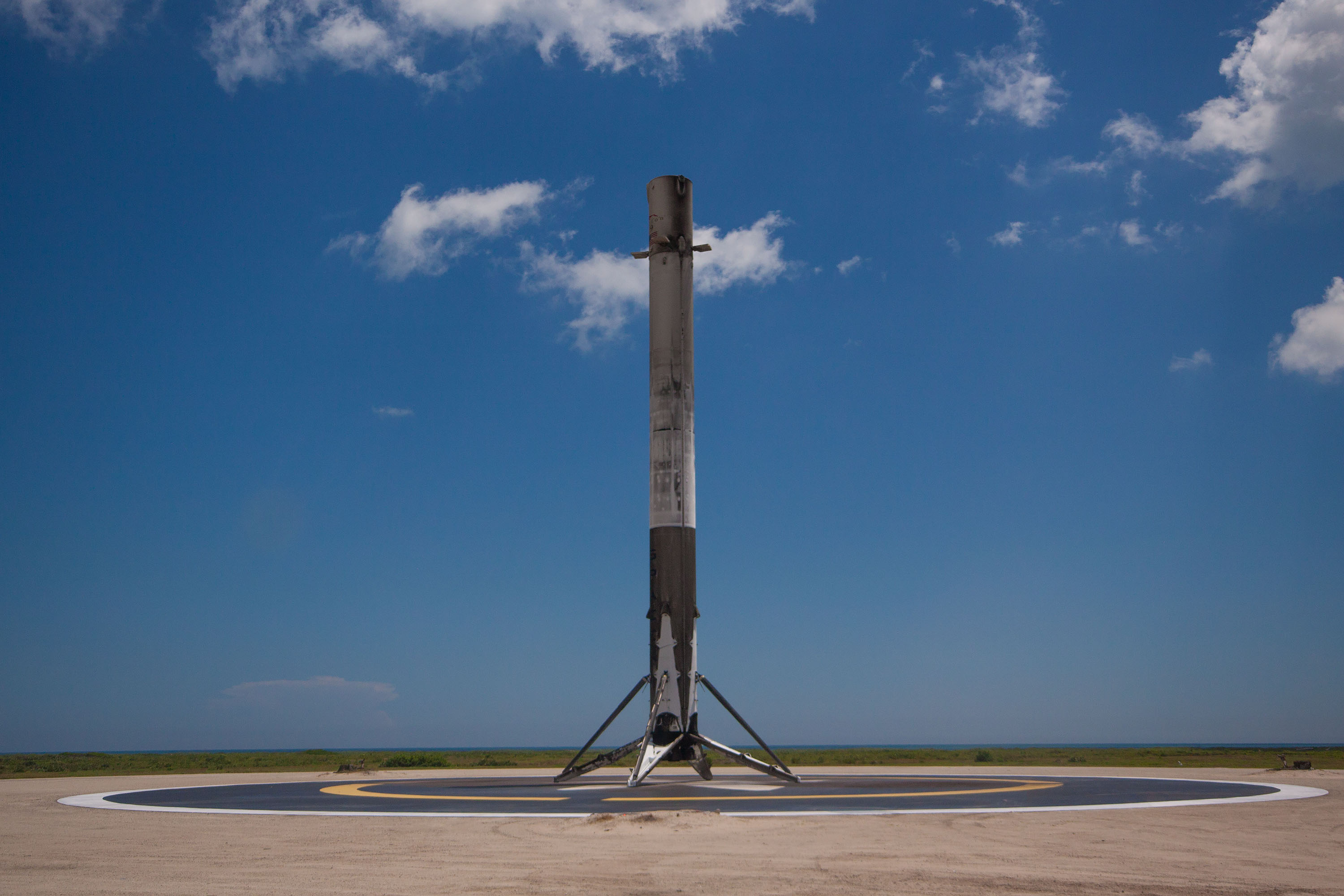
Il Falcon 9 atterrato durante la trentanovesima missione sulla LZ-1, ridipinta con una speciale vernice che aumenta la precisione del radar di atterraggio.